# Angese
Angese, pseudonimo di Sergio Angeletti (Roma, 4 febbraio 1947 – Perugia, 11 febbraio 2008), è stato un fumettista italiano.
È stato autore di fumetti e vignette di satira pubblicate da riviste e quotidiani.

## Biografia
Romano di nascita, ma umbro di adozione, ha iniziato a pubblicare i suoi lavori sul quotidiano romano Paese Sera.
Negli anni ottanta e novanta ha lavorato alla redazione di Zut! e de il Male, settimanale satirico fondato da Pino Zac di cui è stato fin dall'inizio delle pubblicazioni uno dei principali animatori. La sua satira fu principalmente ispirata dalle vicende della cronaca politica italiana di quegli anni: lo scandalo di tangentopoli e le ruberie di alcuni fra i principali partiti politici, come la DC e il PSI.
Ha collaborato alla redazione del diario di Smemoranda e a diversi periodici fra cui Linus, Tango, Cuore, l'Espresso e Satyricon (supplemento del quotidiano la Repubblica). Ha fondato e diretto AVAJ e L'Eco della Carogna.
Fu autore anche di cortometraggi a cartoni animati e ha curato rubriche satiriche anche su internet attraverso un proprio blog e collaborando con Jacopo Fo nel sito web Alcatraz.it.
Nel 1982 e nel 1993 vinse il Premio di Satira politica per la grafica e per l'insegnamento del giornalismo disegnato.
Nel 1994 ha pubblicato il libro illustrato Ciao vacca! e, nel 1997, per I libri di Pietra n. 1, il volume satirico a fumetti Sono un azionista Telecom.
Morì a Perugia l'11 febbraio 2008 a 61 anni, dopo tre mesi di malattia.
Di grande freschezza il segno, ironico e infantile, al servizio di uno spirito libero, lucido e impietoso.